# Wagner, Pennsylvania
Wagner är en ort i Mifflin County i delstaten Pennsylvania, USA.